# Lista de canções gravadas por RBD

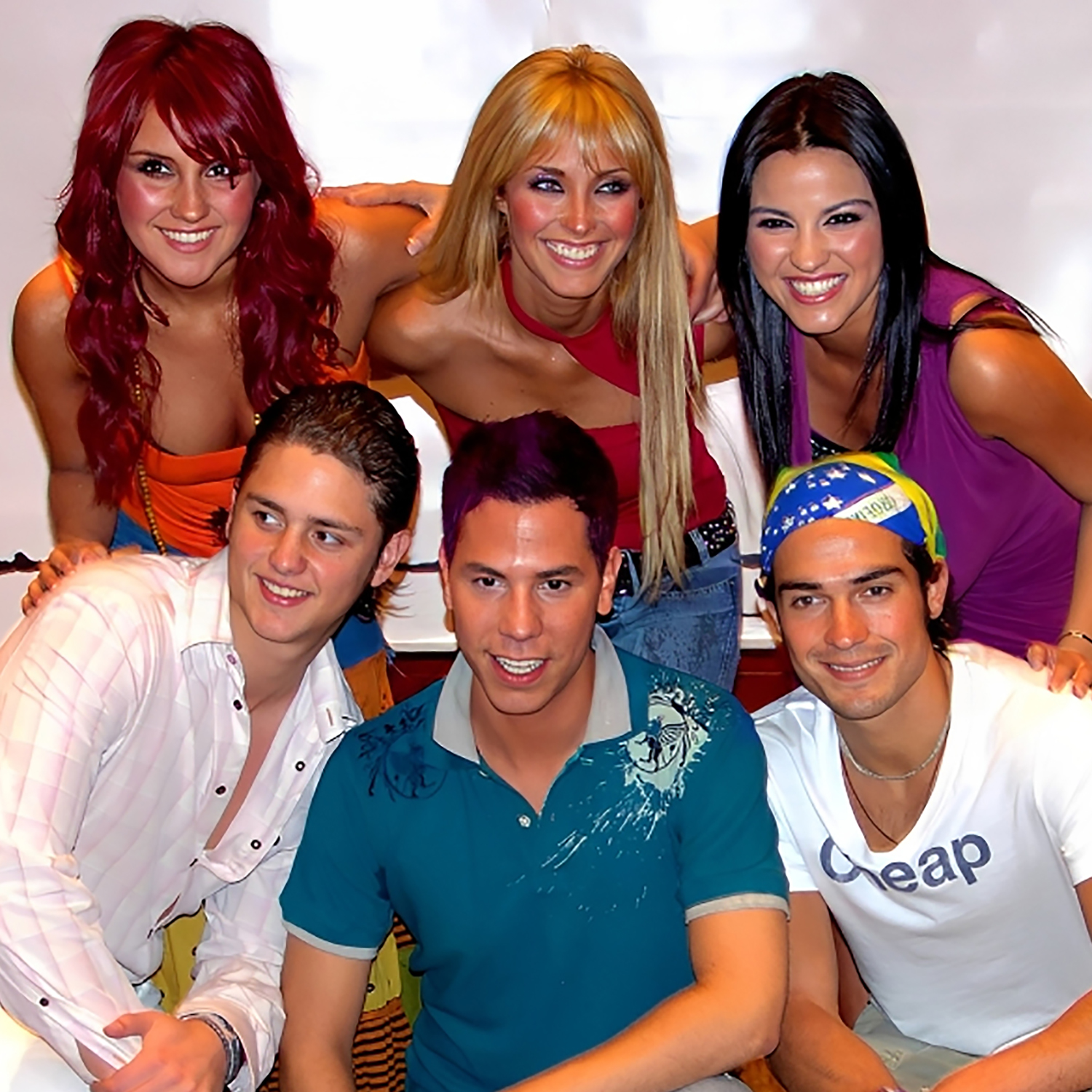
RBD já gravou mais de 100 canções, das quais 81 estão disponíveis em álbuns de estúdio.

Esta lista reúne as canções lançadas e/ou gravadas pelo RBD, um grupo vocal mexicano de música pop, formado em 2004 na Cidade do México. Ao longo da carreira, a banda já gravou 139 canções, das quais 81 estão disponíveis em álbuns de estúdio. O RBD gravou materiais para seis álbuns de estúdio: Rebelde (2004), Nuestro amor (2005), Celestial (2006), Rebels (2006), Empezar desde cero (2007) e Para olvidarte de mí (2009).
Em 2004, a banda lançou o seu álbum de estreia, Rebelde, que contém onze faixas em sua edição padrão e quatro singles: "Rebelde", "Sólo quédate en silencio", "Sálvame" e "Un poco de tu amor". Durante 2005, foi disponibilizado Tour Generación RBD En Vivo, que apresentou regravações ao vivo de vários sucessos de artistas como Timbiriche, Yuri, Soda Stereo, Hombres G, Cristian Castro, Luis Miguel, Flans, Maná, Alejandra Guzmán e Veni Vidi Vici, além das inéditas "Liso, sensual" e "A rabiar". Ao mesmo tempo, foi liberado o disco Nuestro Amor, contendo quatorze faixas e também quatro singles: "Nuestro amor", "Aún hay algo", "Tras de mí" e "Este corazón". Foi o primeiro trabalho do RBD a ser indicado ao Grammy Latino de Melhor Álbum Vocal de Pop por uma Dupla ou Grupo. A faixa "No pares" foi lançada como um single promocional de sua versão ao vivo, que está presente no CD/DVD do grupo, intitulado Live in Hollywood (2006). Em 2006, a banda lançou dois álbuns: Celestial e Rebels. Celestial contém doze faixas e três singles: "Ser o parecer", "Celestial" e Bésame sin miedo. Já Rebels contém treze canções em sua edição padrão e mais duas faixas bônus na edição do Japão. A faixa "Tu amor" foi lançada como um single durante a promoção do álbum.
Durante dois anos, o sexteto lançou as reedições de seus três trabalhos de estúdio, com canções regravadas em português, sendo eles: Rebelde: Edição Brasil (2005), Nosso Amor Rebelde (2006) e Celestial: Versão Brasil (2006). Em 2007, foi disponibilizado Empezar desde cero, que trouxe treze faixas inéditas compostas por quatro membros do RBD, Alfonso Herrera, Christopher Uckermann, Maite Perroni e Dulce María. Três singles foram extraídos de seu alinhamento: "Inalcanzable", "Empezar desde cero" e "Y no puedo olvidarte". A obra também foi indicada à 9.ª edição anual do Grammy Latino como Melhor Álbum Vocal de Pop por uma Dupla ou Grupo. Após o anúncio de separação em 2008, o sexteto lançou Para olvidarte de mí (2009), seu último álbum de estúdio com treze faixas inéditas e obteve apenas um single, que leva o mesmo nome do material. Entre 2020 e 2023, o RBD se reuniu e lançou os singles avulsos: "Siempre he estado aquí", em divulgação ao concerto virtual Ser O Parecer: The Global Virtual Union, e "Cerquita de ti", em apoio a turnê Soy Rebelde Tour (2023).

## Lista de canções

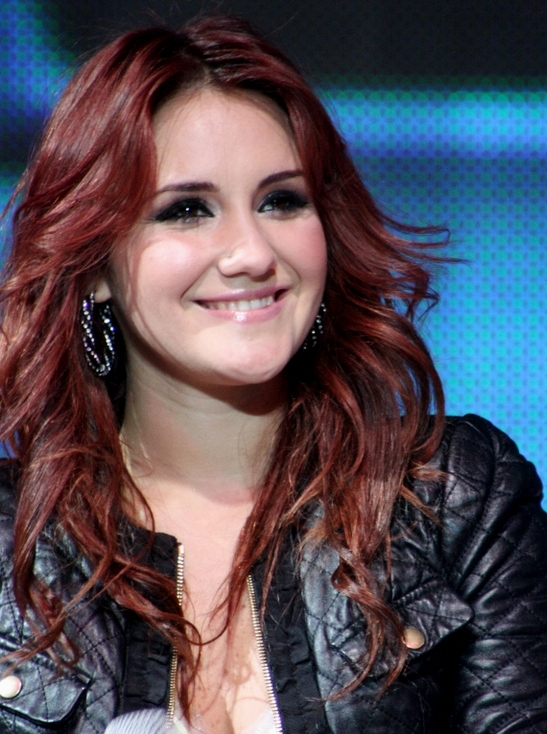
Dulce María co-escreveu cinco canções, tornando-se a integrante que mais contribuiu com composições para o grupo.

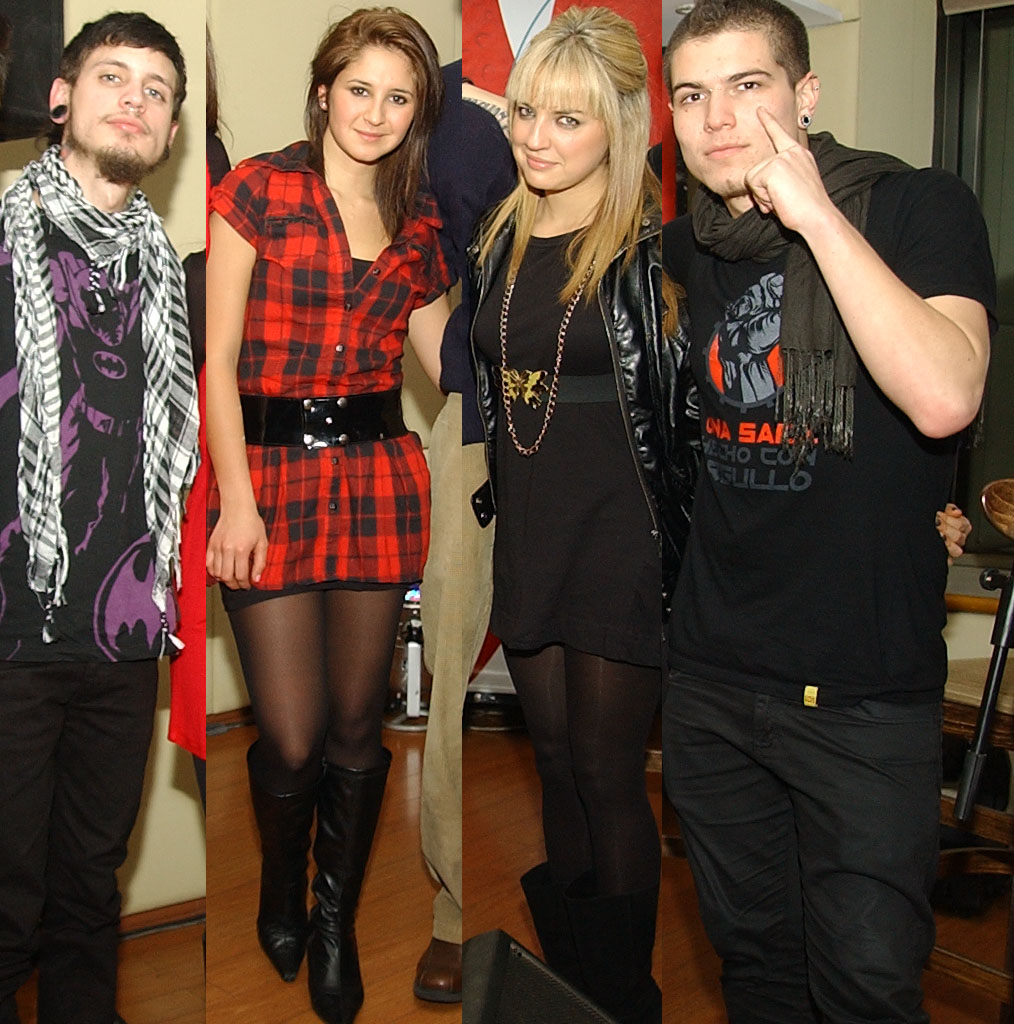
O grupo chileno Kudai e a cantora mexicana Eiza González contribuíram com o RBD na faixa "Estar bien".

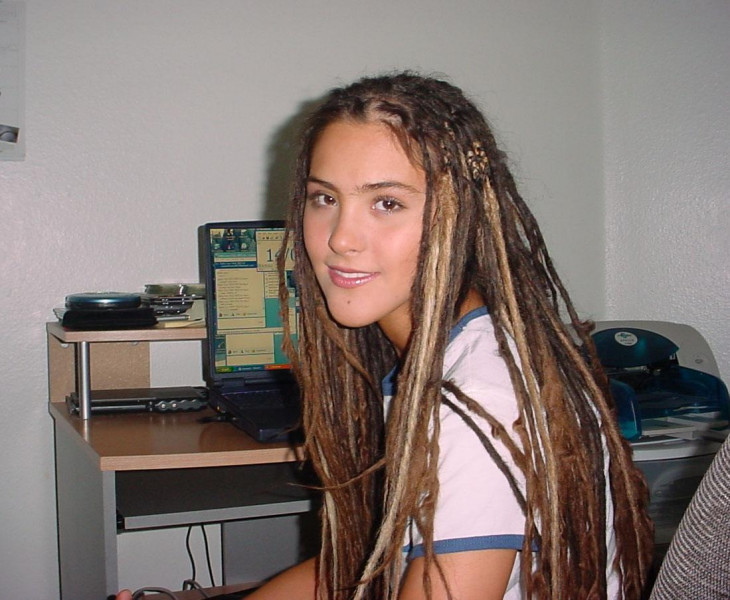
A compositora mexicana Lynda Thomas escreveu "No pares", incluída no álbum ao vivo Live in Hollywood (2006).

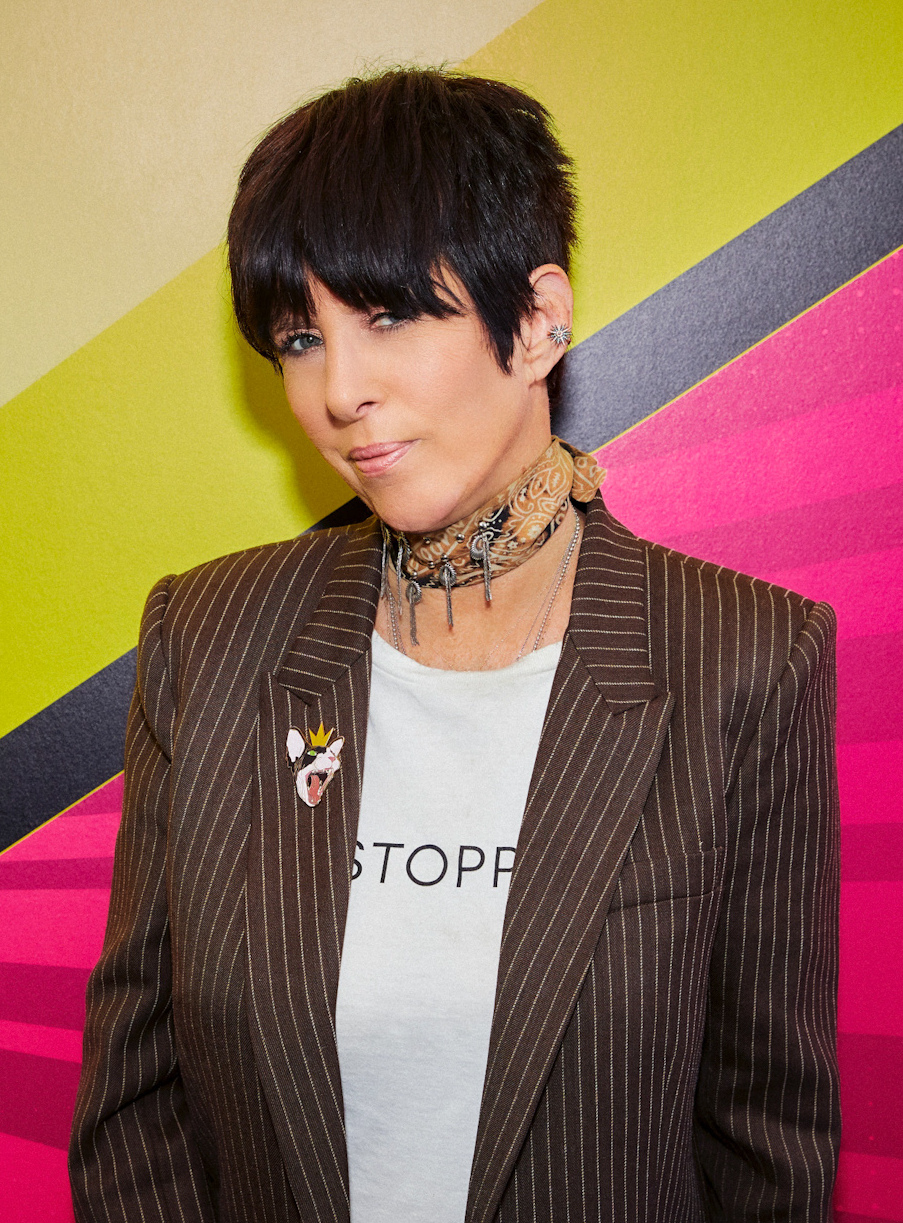
A compositora estadunidense Diane Warren escreveu duas canções para o grupo: "I Wanna Be The Rain" e "Tu amor".

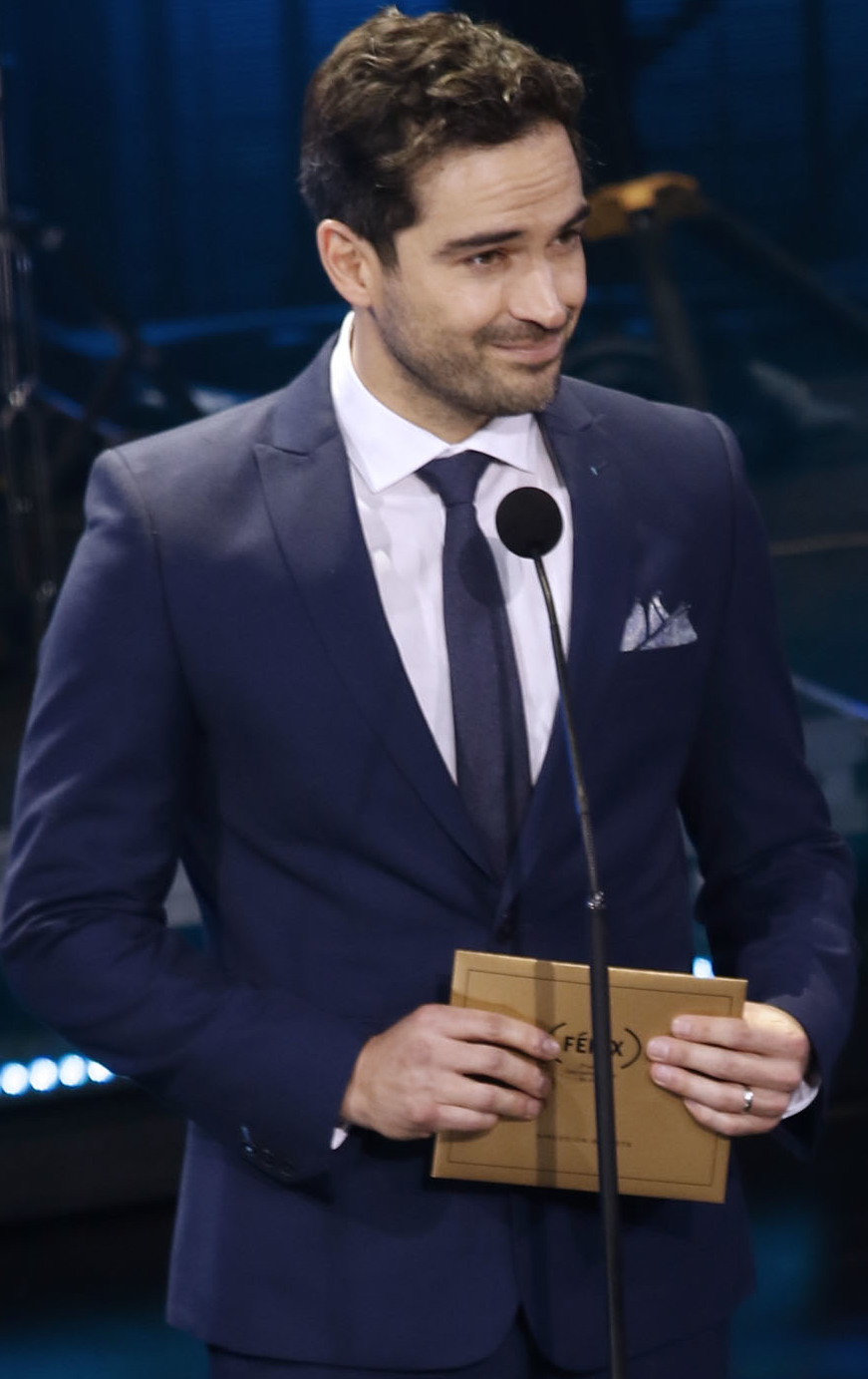
O integrante Alfonso Herrera co-escreveu as canções "Si no estás aquí" e "Llévame".

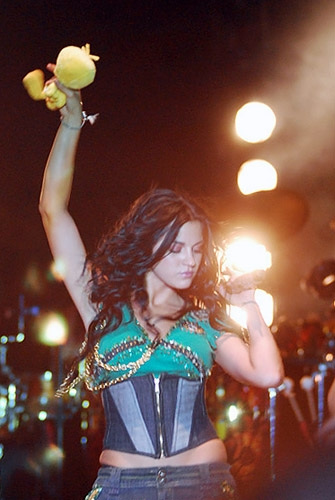
Maite Perroni foi creditada como co-compositora de "Tal vez mañana".

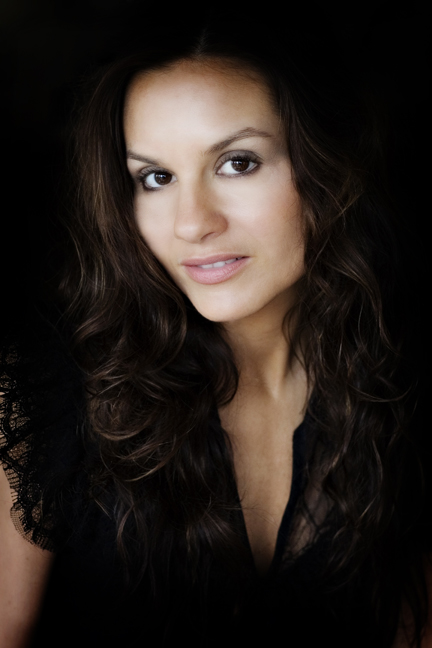
Algumas canções do grupo são versões adaptadas de composições da estadunidense Kara DioGuardi.

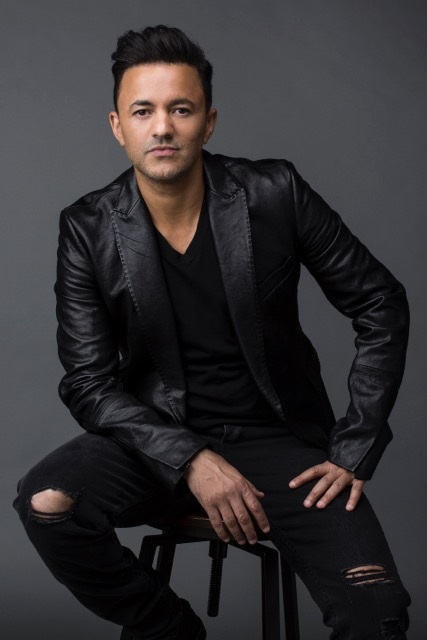
O marroquino-sueco RedOne compôs e produziu duas canções para o grupo, "Cariño mío" e "Wanna Play".

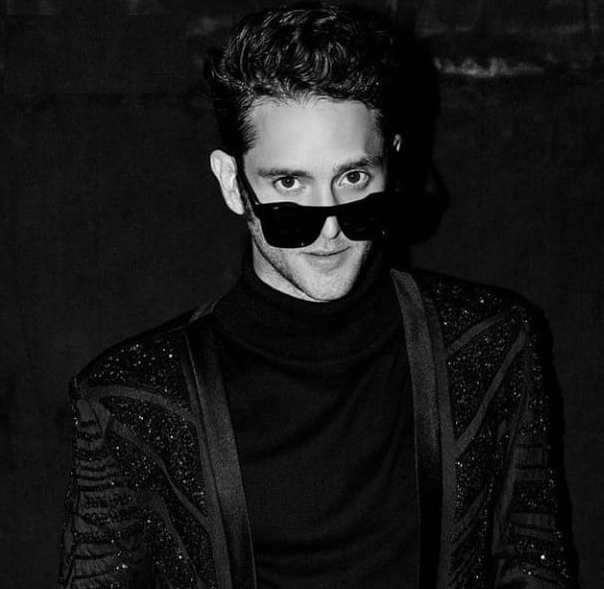
O cantor mexicano Christopher Uckermann foi o co-compositor das canções "Sueles volver", "Light Up the World Tonight" e "Cerquita de ti".

| † | Denota canções que foram coescritas por um integrante do grupo.      |
| ‡ | Denota canções que não foram lançadas oficialmente.                  |
| • | Denota canções que foram originalmente gravadas por outros artistas. |

| Canção                                              | Composição                                                                                | Álbum                             | Ano  | Ref.                 |
| --------------------------------------------------- | ----------------------------------------------------------------------------------------- | --------------------------------- | ---- | -------------------- |
| "¿Quién te crees?"                                  | Nate Campany Jodi Marr MachoPsycho Tami Rodríguez                                         | Para olvidarte de mí              | 2009 | [ 17 ]               |
| "A la orilla"                                       | Carlos Lara Pedro Damián                                                                  | Empezar desde cero                | 2007 | [ 18 ] [ 19 ]        |
| "A rabiar"                                          | Max di Carlo Polen Thomas                                                                 | Tour Generación RBD En Vivo       | 2005 | [ 3 ]                |
| "A tu lado"                                         | Carlos Lara Max di Carlo                                                                  | Nuestro amor                      | 2005 | [ 21 ]               |
| "Aburrida y sola"                                   | Carlos Lara                                                                               | Celestial                         | 2006 | [ 22 ]               |
| "Adiós"                                             | Armando Ávila                                                                             | Para olvidarte de mí              | 2009 | [ 23 ] [ 17 ]        |
| "Algún día"                                         | Carlos Lara                                                                               | Celestial                         | 2006 | [ 22 ]               |
| "Amame hasta con los dientes" •                     | Memo Méndez-Guiu                                                                          | Tour Generación RBD En Vivo       | 2005 | [ 3 ]                |
| "Amor fugaz" •                                      | Michael Garvin Winston Sela Anthony Smith Carlos Lara (adap.)                             | Empezar desde cero                | 2007 | [ 19 ]               |
| "Ao Seu Lado"                                       | Carlos Lara Max di Carlo Cláudio Rabello (adap.)                                          | Nosso Amor Rebelde                | 2006 | [ 26 ]               |
| "Así soy yo"                                        | Fernando Rojo                                                                             | Nuestro amor                      | 2005 | [ 21 ]               |
| "Atrás de Mim"                                      | Carlos Lara Max di Carlo Pedro Damián Cláudio Rabello (adap.)                             | Nosso Amor Rebelde                | 2006 | [ 26 ]               |
| "Aún hay algo"                                      | Carlos Lara Max di Carlo                                                                  | Nuestro amor                      | 2005 | [ 21 ]               |
| "Baile del sapo" •                                  | Richard O'Brian Julissa (adap.)                                                           | Tour Generación RBD En Vivo       | 2005 | [ 3 ]                |
| "Bécalos" ‡                                         | Armando Ávila                                                                             | —                                 | 2007 | [ 27 ]               |
| "Beija-me Sem Medo"                                 | Chico Bennett John Ingoldsby Cláudio Rabello (adap.)                                      | Celestial: Versão Brasil          | 2006 | [ 28 ]               |
| "Bésame sin miedo"                                  | Chico Bennett John Ingoldsby Carlos Lara (adap.)                                          | Celestial                         | 2006 | [ 22 ]               |
| "Camino al sol"                                     | Debi Nova Martin "Doc" McKinney                                                           | Para olvidarte de mí              | 2009 | [ 18 ] [ 23 ]        |
| "Campana sobre campana"                             | Armando Ávila                                                                             | Navidad con amigos                | 2006 | [ 29 ]               |
| "Cariño mío"                                        | Andrea Martin RedOne                                                                      | Rebels                            | 2006 | [ 30 ]               |
| "Celestial"                                         | Carlos Lara Pedro Damián                                                                  | Celestial                         | 2006 | [ 22 ]               |
| "Celestial"                                         | Carlos Lara Pedro Damián Cláudio Rabello (adap.)                                          | Celestial: Versão Brasil          | 2006 | [ 28 ]               |
| "Cerquita de ti"                                    | Ben Aler Christopher Uckermann Manuel Lara Nicole Horts Stanglemaier Pambo †              | Não incluso em álbum              | 2023 | [ 16 ]               |
| "Connected"                                         | Guy Roche Amy Powers                                                                      | Rebels                            | 2006 | [ 30 ]               |
| "Cuando baja la marea" •                            | Consuelo Arango                                                                           | Tour Generación RBD En Vivo       | 2005 | [ 3 ]                |
| "Cuando el amor se acaba"                           | José Manuel Pérez Marino                                                                  | Rebelde                           | 2004 | [ 31 ]               |
| "Dame"                                              | Carlos Lara                                                                               | Celestial                         | 2006 | [ 22 ]               |
| "De música ligera" •                                | Zeta Bosio Gustavo Cerati                                                                 | Tour Generación RBD En Vivo       | 2005 | [ 3 ]                |
| "Desapareció"                                       | Yoel Henríquez Rafael Esparza-Ruiz Sheppard Solomon                                       | Para olvidarte de mí              | 2009 | [ 17 ]               |
| "Devuélveme a mi chica" •                           | David Summers Rodríguez                                                                   | Tour Generación RBD En Vivo       | 2005 | [ 3 ]                |
| "El mundo detrás"                                   | Dany Tomas Sonia Molina                                                                   | Empezar desde cero                | 2007 | [ 19 ]               |
| "Empezar desde cero"                                | Armando Ávila                                                                             | Empezar desde cero                | 2007 | [ 19 ]               |
| "Enséñame"                                          | Javier Calderón                                                                           | Rebelde                           | 2004 | [ 31 ]               |
| "Ensina-me"                                         | Javier Calderón Cláudio Rabello (adap.)                                                   | Rebelde: Edição Brasil            | 2005 | [ 32 ]               |
| "Era la música"                                     | Alisha Brooks Nick Nastasi Evan V. McCulloch Ryan William Stokes                          | Rebels                            | 2006 | [ 30 ]               |
| "Es mejor así" •                                    | Dati Raf E. Meza Cristian Castro (adap.) Zepeda (adap.)                                   | Tour Generación RBD En Vivo       | 2005 | [ 3 ]                |
| "Es por amor"                                       | Cachorro López Sebastián Schon Sandra Baylac                                              | Celestial                         | 2006 | [ 22 ]               |
| "Esse Coração"                                      | Armando Ávila Cláudio Rabello (adap.)                                                     | Nosso Amor Rebelde                | 2006 | [ 26 ]               |
| "Estar bien" (com a part. de Kudai e Eiza González) | Carlos Lara                                                                               | Empezar desde cero (edição de fã) | 2008 | [ 33 ]               |
| "Este corazón"                                      | Armando Ávila                                                                             | Nuestro amor                      | 2005 | [ 21 ]               |
| "Esté donde esté"                                   | Armando Ávila                                                                             | Para olvidarte de mí              | 2009 | [ 23 ] [ 17 ]        |
| "Extraña sensación"                                 | Jonathan Mead Kay Hanley Carlos Lara (adap.)                                              | Empezar desde cero                | 2007 | [ 19 ]               |
| "Feliz Aniversário" •                               | Jade Ell Mats Hedström Cláudio Rabello (adap.)                                            | Nosso Amor Rebelde                | 2006 | [ 26 ]               |
| "Feliz cumpleaños" •                                | Jade Ell Mats Hedström Carlos Lara (adap.)                                                | Nuestro amor                      | 2005 | [ 21 ]               |
| "Fique em Silêncio"                                 | Mauricio L. Arriaga Cláudio Rabello (adap.)                                               | Rebelde: Edição Brasil            | 2005 | [ 32 ]               |
| "Fora"                                              | Mauricio L. Arriaga Cláudio Rabello (adap.)                                               | Nosso Amor Rebelde                | 2006 | [ 26 ]               |
| "Fuego"                                             | Double N RamPac Papa Dee Michkin Boyzo (adap.)                                            | Rebelde                           | 2004 | [ 31 ]               |
| "Fuera"                                             | Mauricio L. Arriaga                                                                       | Nuestro amor                      | 2005 | [ 21 ]               |
| "Fui la niña"                                       | Mads Krog Mika Black Armando Ávila (adap.) Michkin Boyzo (adap.)                          | Empezar desde cero                | 2007 | [ 18 ] [ 19 ]        |
| "Futuro ex-novio"                                   | Sean & Dame Steve Smith Anthony Anderson Michkin Boyzo (adap.)                            | Rebelde                           | 2004 | [ 31 ]               |
| "Gone" •                                            | Kara DioGuardi John Shanks                                                                | We Are RBD                        | 2007 | [ 9 ]                |
| "Hace un instante"                                  | Carlos Lara                                                                               | Para olvidarte de mí              | 2009 | [ 17 ]               |
| "Happy Worst Day" •                                 | Jade Ell Mats Hedström                                                                    | Rebels                            | 2006 | [ 30 ]               |
| "Himno los 5 magníficos" ‡                          | Adrián Posse                                                                              | —                                 | 2007 | [ 37 ]               |
| "Hoy que te vas"                                    | Armando Ávila Ángel Reyero                                                                | Empezar desde cero                | 2007 | [ 19 ]               |
| "I Wanna Be The Rain"                               | Diane Warren                                                                              | Rebels                            | 2006 | [ 30 ]               |
| "Inalcanzable"                                      | Carlos Lara                                                                               | Empezar desde cero                | 2007 | [ 19 ]               |
| "Keep It Down Low"                                  | Mauricio Arriaga                                                                          | Rebels                            | 2006 | [ 30 ]               |
| "La chica del bikini azul" •                        | Honorio Herrero                                                                           | Tour Generación RBD En Vivo       | 2005 | [ 3 ]                |
| "Lágrimas perdidas"                                 | Armando Ávila Dulce María †                                                               | Para olvidarte de mí              | 2009 | [ 23 ] [ 38 ]        |
| "Lento"                                             | Francisco Saldaña Juan Luis Morera Luna Llandel Veguilla Víctor Cabrera                   | Mas flow: Los Benjamins           | 2006 | [ 39 ]               |
| "Let The Music Play" •                              | Chris Barbosa Ed Chisolm                                                                  | We Are RBD                        | 2006 | [ 9 ]                |
| "Light Up the World Tonight"                        | Christopher Uckermann Gilberto Cerezo Rudy Maya Guillermo Rosas                           | Tournée do Adeus                  | 2009 | [ 41 ]               |
| "Liso, sensual"                                     | Polen Thomas Max di Carlo                                                                 | Nuestro amor                      | 2005 | [ 21 ]               |
| "Llévame" ‡                                         | Alfonso Herrera Dulce María †                                                             | —                                 | 2009 | [ 37 ] [ 38 ]        |
| "Llueve en mi corazón"                              | Mauricio L. Arriaga J. Eduardo Murguía                                                    | Empezar desde cero                | 2007 | [ 19 ]               |
| "Los peces en el río"                               | —                                                                                         | Navidad con amigos                | 2007 | [ 43 ]               |
| "Más tuya que mía"                                  | Dulce María Felipe Díaz †                                                                 | Para olvidarte de mí              | 2009 | [ 18 ] [ 23 ] [ 38 ] |
| "Me cansé"                                          | Carolina Rosas Gabriel Esle                                                               | Celestial                         | 2006 | [ 22 ]               |
| "Me Cansei"                                         | Carolina Rosas Gabriel Else Cláudio Rabello (adap.)                                       | Celestial: Versão Brasil          | 2006 | [ 28 ]               |
| "Me Dar"                                            | Carlos Lara Cláudio Rabello (adap.)                                                       | Celestial: Versão Brasil          | 2006 | [ 28 ]               |
| "Me he enamorado de un fan" •                       | Ignacio Cano                                                                              | Tour Generación RBD En Vivo       | 2005 | [ 3 ]                |
| "Me vale" •                                         | Alex González                                                                             | Tour Generación RBD En Vivo       | 2005 | [ 3 ]                |
| "Me voy" •                                          | Kara DioGuardi John Shanks Maury Stern (adap.)                                            | Nuestro amor                      | 2005 | [ 21 ]               |
| "México, México"                                    | Eduardo Paz                                                                               | México, México                    | 2006 | [ 45 ]               |
| "Mírame"                                            | Cachorro López Sebastián Schon                                                            | Para olvidarte de mí              | 2009 | [ 23 ] [ 17 ]        |
| "Money, Money"                                      | Gabriel Cruz Francisco Saldaña Anthony Calo Aarón Peña                                    | Rebels                            | 2006 | [ 46 ] [ 30 ]        |
| "My Philosophy"                                     | Carlos Lara                                                                               | Rebels                            | 2006 | [ 30 ]               |
| "Nací para amarte" ‡                                | Güido Laris                                                                               | —                                 | 2009 | [ 37 ]               |
| "No digas nada"                                     | Armando Ávila Ángel Reyero                                                                | Empezar desde cero                | 2007 | [ 18 ] [ 19 ]        |
| "No pares"                                          | Lynda Thomas                                                                              | Live in Hollywood                 | 2006 | [ 6 ]                |
| "No sé si es amor" •                                | Memo Méndez-Guiu                                                                          | Tour Generación RBD En Vivo       | 2005 | [ 3 ]                |
| "Nosso Amor"                                        | Memo Méndez Guiú Emil "Billy" Méndez Cláudio Rabello (adap.)                              | Nosso Amor Rebelde                | 2006 | [ 26 ]               |
| "Nuestro amor"                                      | Memo Méndez Guiú Emil "Billy" Méndez                                                      | Nuestro amor                      | 2005 | [ 21 ]               |
| "O Que Há Por Trás"                                 | Carlos Lara Max di Carlo Cláudio Rabello (adap.)                                          | Nosso Amor Rebelde                | 2006 | [ 26 ]               |
| "O Que Houve Com o Amor"                            | Armando Ávila Cláudio Rabello (adap.)                                                     | Nosso Amor Rebelde                | 2006 | [ 26 ]               |
| "Olvidar"                                           | Juan Carlos Perez Soto Patric Sarin Jukka Immonen                                         | Para olvidarte de mí              | 2009 | [ 23 ] [ 17 ]        |
| "Otro día que va"                                   | Carlos Lara Max di Carlo                                                                  | Rebelde                           | 2004 | [ 31 ]               |
| "Para olvidarte de mí"                              | Carlos Lara Pedro Muñoz Romero                                                            | Para olvidarte de mí              | 2009 | [ 49 ] [ 17 ]        |
| "Puedes ver pero no tocar" •                        | Robin Jenssen Nermin Harambasic Anne Judith Wiik Ronny Vidar Svendsen Carlos Lara (adap.) | Para olvidarte de mí              | 2009 | [ 17 ]               |
| "Qué hay detrás"                                    | Carlos Lara Max di Carlo                                                                  | Nuestro amor                      | 2005 | [ 18 ] [ 21 ]        |
| "Quando o Amor Acaba"                               | José Manuel Pérez Marino Cláudio Rabello (adap.)                                          | Rebelde: Edição Brasil            | 2005 | [ 32 ]               |
| "Qué fue del amor"                                  | Armando Ávila                                                                             | Nuestro amor                      | 2005 | [ 21 ]               |
| "Quem Sabe"                                         | Armando Ávila Michkin Boyzo Angel Reyero Cláudio Rabello (adap.)                          | Celestial: Versão Brasil          | 2006 | [ 28 ]               |
| "Querer-te"                                         | Amy Powers Guy Roche Cláudio Rabello (adap.)                                              | Rebelde: Edição Brasil            | 2005 | [ 32 ]               |
| "Quiero poder"                                      | Armando Ávila Dulce María Gonzalo Schroeder †                                             | RBD: La Familia                   | 2007 | [ 38 ]               |
| "Quisiera ser"                                      | Diane Warren Carlos Lara (adap.) Pedro Damián (adap.)                                     | Celestial                         | 2006 | [ 18 ] [ 22 ]        |
| "Quizá"                                             | Armando Ávila Michkin Boyzo Angel Reyero                                                  | Celestial                         | 2006 | [ 22 ]               |
| "Rayo rebelde" •                                    | Jim Jacobs Warren Casey Julissa (adap.)                                                   | Tour Generación RBD En Vivo       | 2005 | [ 3 ]                |
| "Rebelde"                                           | Carlos Lara Max di Carlo                                                                  | Rebelde                           | 2004 | [ 31 ]               |
| "Rebelde"                                           | Carlos Lara Max di Carlo Cláudio Rabello (adap.)                                          | Rebelde: Edição Brasil            | 2005 | [ 32 ]               |
| "Salva-me"                                          | Carlos Lara Max di Carlo Pedro Damián Cláudio Rabello (adap.)                             | Rebelde: Edição Brasil            | 2005 | [ 32 ]               |
| "Sálvame"                                           | Carlos Lara Max di Carlo Pedro Damián                                                     | Rebelde                           | 2004 | [ 31 ]               |
| "Save Me"                                           | Carlos Lara Pedro Damián Max di Carlo                                                     | Rebels                            | 2006 | [ 30 ]               |
| "Santa no soy" •                                    | La Carr Michkin Boyzo (adap.)                                                             | Rebelde                           | 2004 | [ 31 ]               |
| "Señora... señora... señora" ‡                      | Denisse de Kalafe                                                                         | —                                 | 2005 | [ 52 ] [ 53 ]        |
| "Ser o parecer"                                     | Armando Ávila                                                                             | Celestial                         | 2006 | [ 22 ]               |
| "Ser Ou Parecer"                                    | Armando Ávila Cláudio Rabello (adap.)                                                     | Celestial: Versão Brasil          | 2006 | [ 28 ]               |
| "Si no estás aquí" †                                | Alfonso Herrera Güido Laris †                                                             | Empezar desde cero                | 2007 | [ 19 ]               |
| "Siempre he estado aquí"                            | Mauricio Rengifo Andrés Torres                                                            | Não incluso em álbum              | 2020 | [ 15 ] [ 54 ]        |
| "S.H.E.A"                                           | Mauricio Rengifo Andrés Torres                                                            | Não incluso em álbum              | 2023 | [ 56 ]               |
| "Sinceridad"                                        | Armando Ávila                                                                             | La música de los valores          | 2008 |                      |
| "Só Para Você"                                      | Mario Sandoval Cláudio Rabello (adap.)                                                    | Nosso Amor Rebelde                | 2006 | [ 26 ]               |
| "Sólo para ti"                                      | Mario Sandoval                                                                            | Nuestro amor                      | 2005 | [ 21 ]               |
| "Sólo quédate en silencio"                          | Mauricio L. Arriaga                                                                       | Rebelde                           | 2004 | [ 31 ]               |
| "Sua Doce Voz" •                                    | Kara DioGuardi Patrick Berger Cláudio Rabello (adap.)                                     | Celestial: Versão Brasil          | 2006 | [ 28 ]               |
| "Sueles volver"                                     | Christopher Uckermann Charly Rey Güido Laris †                                            | Empezar desde cero                | 2007 | [ 19 ]               |
| "Tal vez después" •                                 | Kara DioGuardi Rick Nowels Gregg Alexander Michkin Boyzo (adap.)                          | Celestial                         | 2006 | [ 22 ]               |
| "Tal vez mañana"                                    | Maite Perroni Charly Rey Güido Laris Orlando Calzada †                                    | Empezar desde cero (edição de fã) | 2007 | [ 33 ]               |
| "Talvez Depois" •                                   | Kara DioGuardi Rick Nowels Gregg Alexander Cláudio Rabello (adap.)                        | Celestial: Versão Brasil          | 2006 | [ 28 ]               |
| "Te daría todo"                                     | Dulce María Gonzalo Schroeder †                                                           | Empezar desde cero (edição de fã) | 2007 | [ 38 ] [ 33 ]        |
| "Te quiero" •                                       | David Summers Rodríguez                                                                   | Tour Generación RBD En Vivo       | 2005 | [ 3 ]                |
| "Tenerte y quererte"                                | Amy Powers Guy Roche Armando Ávila (adap.)                                                | Rebelde                           | 2004 | [ 31 ]               |
| "The Family"                                        | Carlos Lara                                                                               | Celestial (edição de fã)          | 2007 | [ 22 ]               |
| "Tras de mí"                                        | Carlos Lara Max di Carlo Pedro Damián                                                     | Nuestro amor                      | 2005 | [ 18 ] [ 21 ]        |
| "This is Love"                                      | Memo Méndez Guiú Emil "Billy" Méndez                                                      | Rebels                            | 2006 | [ 30 ]               |
| "Tu dulce voz" •                                    | Kara DioGuardi Patrick Berger Michkin Boyzo (adap.)                                       | Celestial                         | 2006 | [ 22 ]               |
| "Tu amor" •                                         | Diane Warren                                                                              | Rebels                            | 2006 | [ 30 ]               |
| "Tu amor" (Navidad Mix) •                           | Diane Warren                                                                              | Rebels                            | 2006 | [ 30 ]               |
| "Um Pouco Desse Amor"                               | Carlos Lara Max di Carlo Cláudio Rabello (adap.)                                          | Rebelde: Edição Brasil            | 2005 | [ 32 ]               |
| "Uma Canção" •                                      | José Roberto Matera C.J. Turbay Daccarett Cláudio Rabello (adap.)                         | Nosso Amor Rebelde                | 2006 | [ 26 ]               |
| "Un poco de tu amor"                                | Carlos Lara Max di Carlo                                                                  | Rebelde                           | 2004 | [ 31 ]               |
| "Una canción" •                                     | José Roberto Matera C.J. Turbay Daccarett                                                 | Tour Generación RBD En Vivo       | 2005 | [ 3 ]                |
| "Una pequeña voz"                                   | Jeff Moss                                                                                 | —                                 | 2008 | [ 60 ]               |
| "Venha de Novo o Amor"                              | Carlos Lara Max di Carlo Cláudio Rabello (adap.)                                          | Nosso Amor Rebelde                | 2006 | [ 26 ]               |
| "Verano peligroso" •                                | J.R. Florez                                                                               | Tour Generación RBD En Vivo       | 2005 | [ 3 ]                |
| "Viviendo de noche" •                               | J. Losada Calvo                                                                           | Tour Generación RBD En Vivo       | 2005 | [ 3 ]                |
| "Wanna Play"                                        | RedOne Andrea Martin                                                                      | Rebels                            | 2006 | [ 30 ]               |
| "Y no puedo olvidarte"                              | Carlos Lara                                                                               | Empezar desde cero                | 2007 | [ 19 ]               |
| "Yo vivo por ti"                                    | MachoPsycho Nate Campany Jodi Marr                                                        | Para olvidarte de mí              | 2009 | [ 17 ]               |